# Mahamadou Djeri Maïga
Mahamadou Djeri Maïga (também conhecido por Mohamed Jerry Maïga ou Mahamadou Maiga Djeri; c. 1972 – 22 de outubro de 2018) foi um político do Mali. Foi Vice-Presidente do Conselho de Transição do Estado de Azauade, estabelecido pelo Movimento Nacional para a Libertação de Azauade (MNLA). Depois que a organização perdeu o controle do norte do Mali para grupos islamistas, ele fugiu para o Níger. Djeri Mahamadou Maïga pertencia ao grupo étnico songai, um dos grupos étnicos dominantes no norte do Mali. A posição de Djeri no movimento simbolizou a inclusão de outros grupos étnicos na luta pela autodeterminação, até então reservada aos tuaregues.